# Novaculina gangetica
Novaculina gangetica is een tweekleppigensoort uit de familie van de Pharidae. De wetenschappelijke naam van de soort is voor het eerst geldig gepubliceerd in 1830 door Benson.